# Grantz geantz

Les Grantz geantz (« Grands géants ») est un poème anglo-normand du XIIIe ou XIVe siècle, en octosyllabes, racontant l’origine légendaire de l’Angleterre, peuplée de géants nés de démons et des trente filles d’un roi de Grèce. Nous en connaissons deux versions : la longue et la courte. La version longue, en 562 vers, nous est parvenue grâce à un unique manuscrit. Seize manuscrits ont conservé la version courte, en 446 vers, qui a été traduite en latin et qui sert souvent de prologue aux chroniques médiévales en prose appelées Brut.

## Résumé
Vingt-neuf princesses grecques ayant comploté la mort de leurs maris sont exilées sur un navire. Elles débarquent sur l'île de (Grande-)Bretagne qu'elles nomment Albion, du nom de leur reine, Albine. Elles s'unissent à des démons incubes et donnent naissance à des géants, les premiers habitants de la (Grand-)Bretagne. Ceux-ci édifient de grandes murailles avant de s'entretuer. Les survivants, conduits par leur roi, Goemagog, sont détruits par Brutus, le premier roi éponyme de la (Grande-)Bretagne, et ses compagnons.